# 亞歷克斯·梅拉茲
亞歷克斯·梅拉茲（Alejandro "Alex" Meraz，1985年1月10日—）是美國的一位舞者和演員。他最著名的作品是在暮光之城:新月中飾演Paul Lahote角色。